# Carolus-Duran
Charles Auguste Émile Durand, známý jako Carolus-Duran, (4. července 1837 Lille – 17. února 1917 Paříž) byl francouzský malíř a umělecký lektor. Je známý pro své portréty členů vyšší třídy Třetí Francouzské republiky.

## Životopis

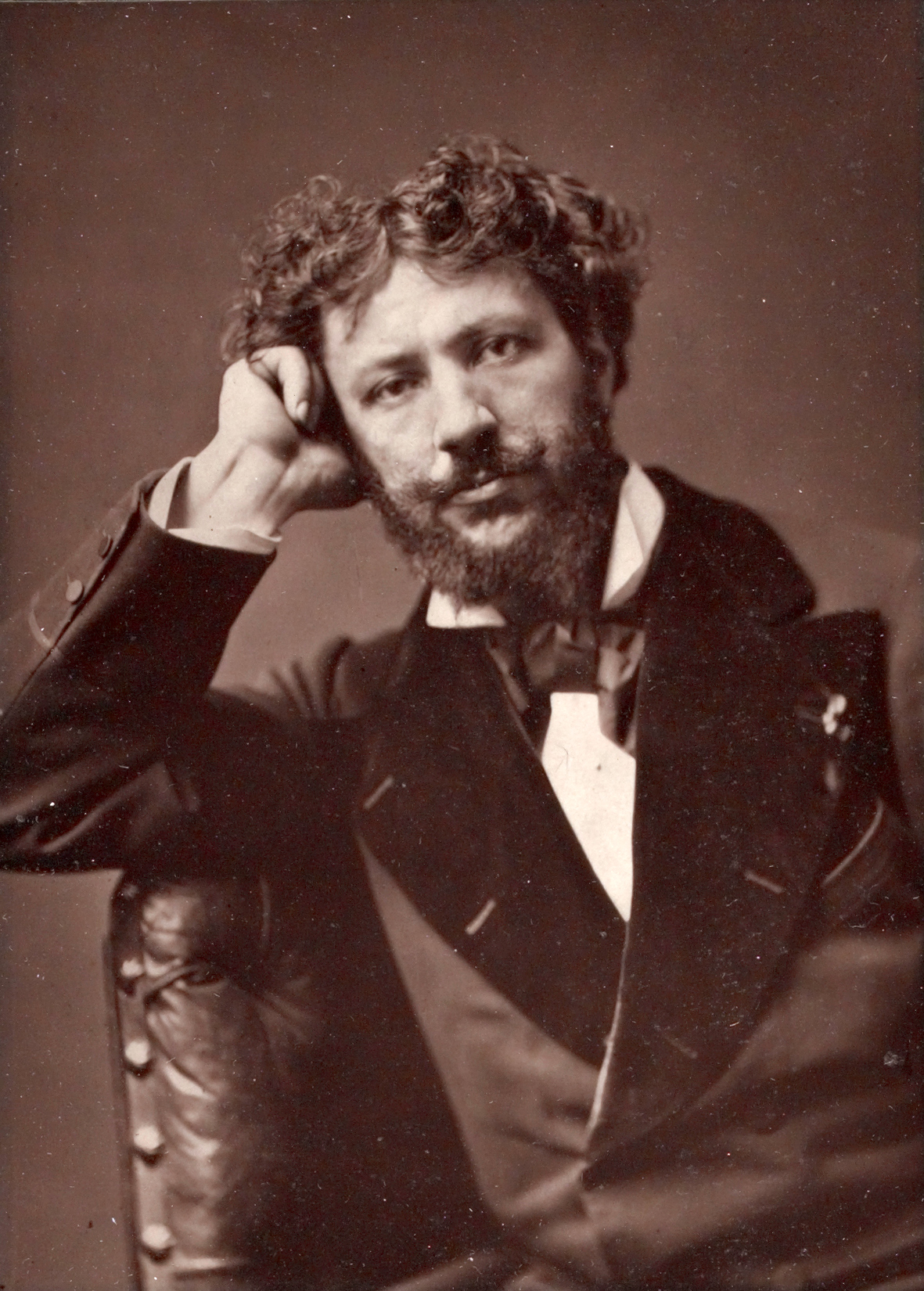
Carolus-Duran (kolem roku 1880)

Narodil se 4. července 1837 v Lille jako syn majitele hotelu. Své první kresby vytvořil pod vedením místního sochaře jménem Augustin-Phidias Cadet de Beaupré (1800–?) na Akademii v Lille. Později maloval u Françoise Souchona, studenta Jacquese-Louise Davida. V roce 1853 odjel do Paříže, kde přijal jméno Carolus-Duran. V roce 1859 poprvé vystavoval v Salonu. Téhož roku začal navštěvovat Académie Suisse, kde studoval do roku 1861. Počátek jeho tvorby ovlivnil realismus a Gustave Courbet.
V letech 1862–1866 cestoval do Říma a do Španělska, díky stipendiu, které mu udělilo jeho rodné město. Během této doby opustil Courbetův styl malby a začal se zajít o tvorbu Diega Velázqueze. Když se vrátil zpět do Francie, Salon mu udělil jeho první zlatou medaili.
V roce 1867 se stal jedním z devíti členů „Société Japonaise du Jing-lar”, což byla skupina japonistů v níž byli Henri Fantin-Latour, Félix Bracquemond a Marc-Louis Solon. Scházeli se jednou měsíčně v Sèvres, aby povečeřeli „à la Japonaise”.
Oženil se s Pauline Croizette, umělkyní zaměřenou na pastel a miniatury, která pózovala pro jeho malbu Žena v rukavicích z roku 1869. Měli spolu tři děti. Nejstarší dcera Marie-Anne si vzala dramatika Georgese Feydeaua.
Po roce 1870 se téměř výhradně zaměřil na portrétní malbu. Jeho úspěch mu dovolil, aby si otevřel studio na Boulevard du Montparnasse, kde dával také lekce malby. V roce 1872 mu byl udělen Řád čestné legie s hodností rytíře, v roce 1889 byl povýšen na důstojníka, v roce 1889 na komandéra a v roce 1900 na velkodůstojníka.
V letech 1889–1900 působil v porotách na výstavách Universelles. V roce 1890 byl jedním ze spoluzakladatelů „Société Nationale des Beaux-Arts” (Národní společnost krásného umění) a v roce 1904 byl zvolen členem Académie des beaux-arts (Akademie krásných umění). Následujícího roku byl zvolen ředitelem Francouzské akademie v Římě. V této pozici setrval až do roku 1913.
Byl častým návštěvníkem letoviska Fréjus, kde vlastnil malou vilu. Po jeho smrti zde po něm bylo pojmenováno náměstí a pláž.

## Žáci
Mezi jeho žáky patřili John Singer Sargent, Ralph Wormeley Curtis, Jan Stanisławski, Kenyon Cox, Theodore Robinson, Mariquita Jenny Moberly, Mariette Leslie Cotton, Maximilien Luce, James Carroll Beckwith, Will Hicok Low, Mary Fairchild MacMonnies Low, Paul Helleu, Alexandre Jean Baptiste Brun, Robert Alan Mowbray Stevenson, Lucy Lee-Robbins, Ramón Casas i Carbó, Ernest Ange Duez a James Cadenhead. a Henry van de Velde. Majoritou jeho studentů byli Britové nebo Američané.

## Dílo (výběr)

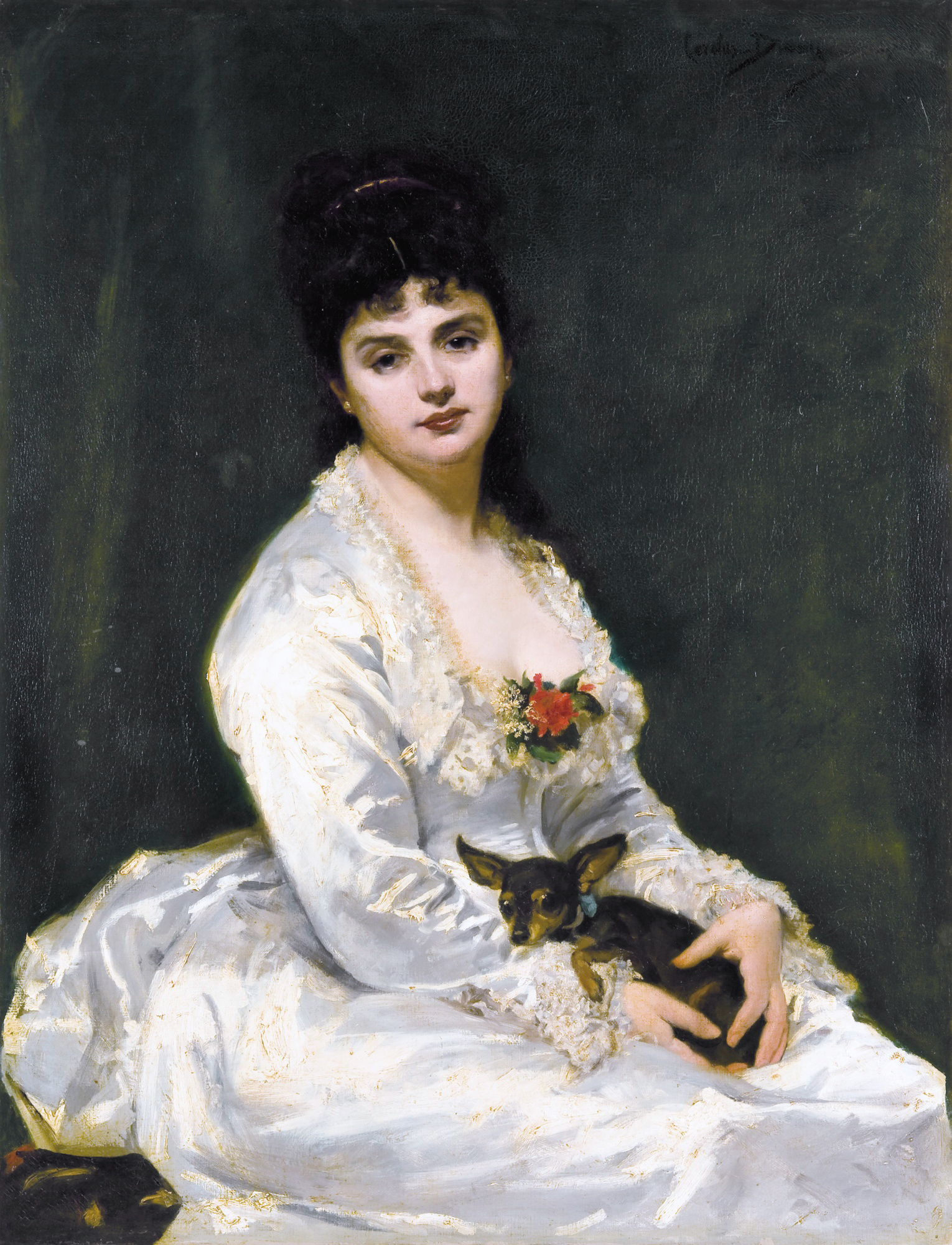
Madame Henry Fouquier (1876)
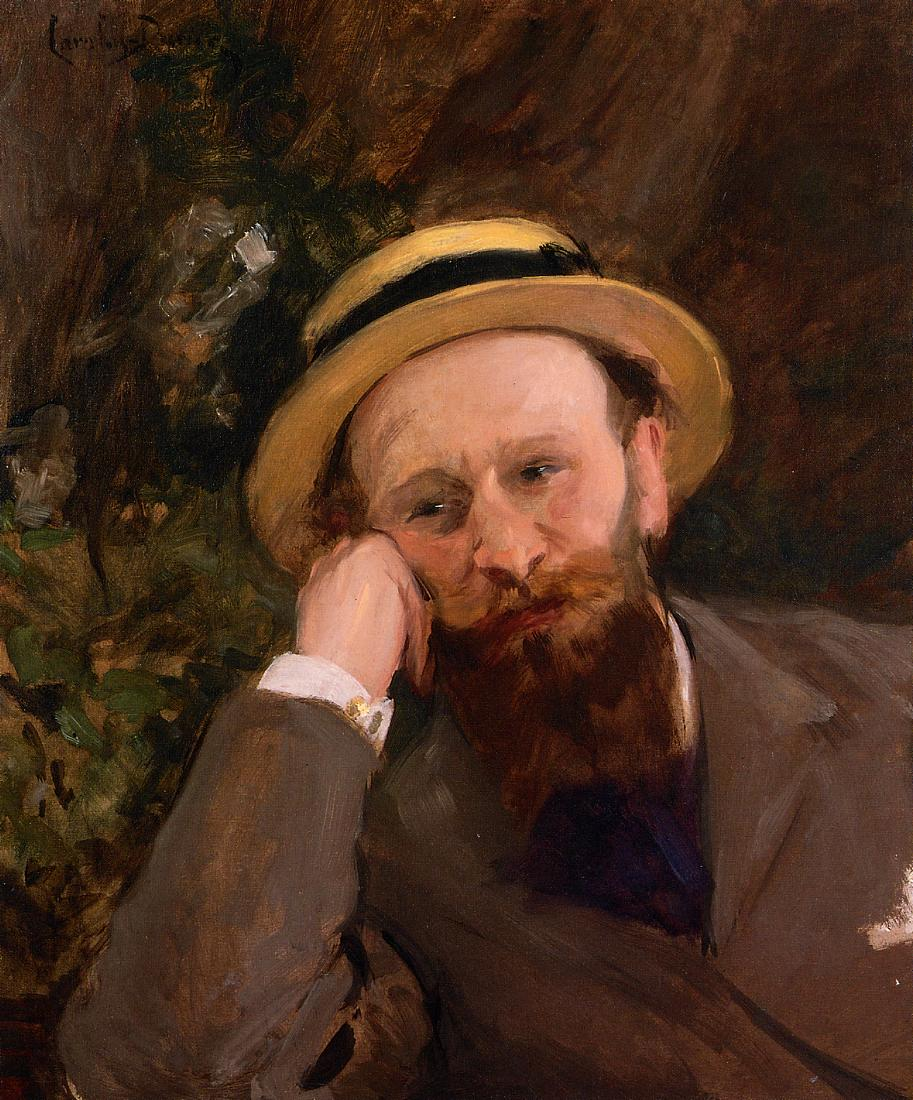
Édouard Manet (1880)
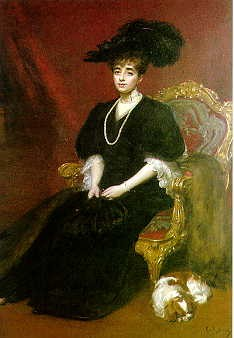
Anna Gould
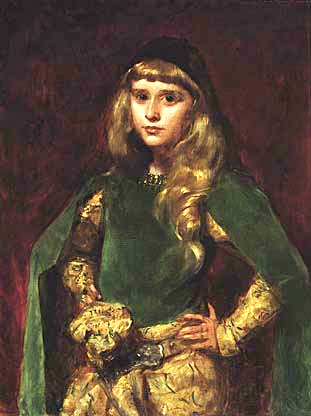
Natalie Clifford Barney, ve věku 10 let (ca. 1886–1887)
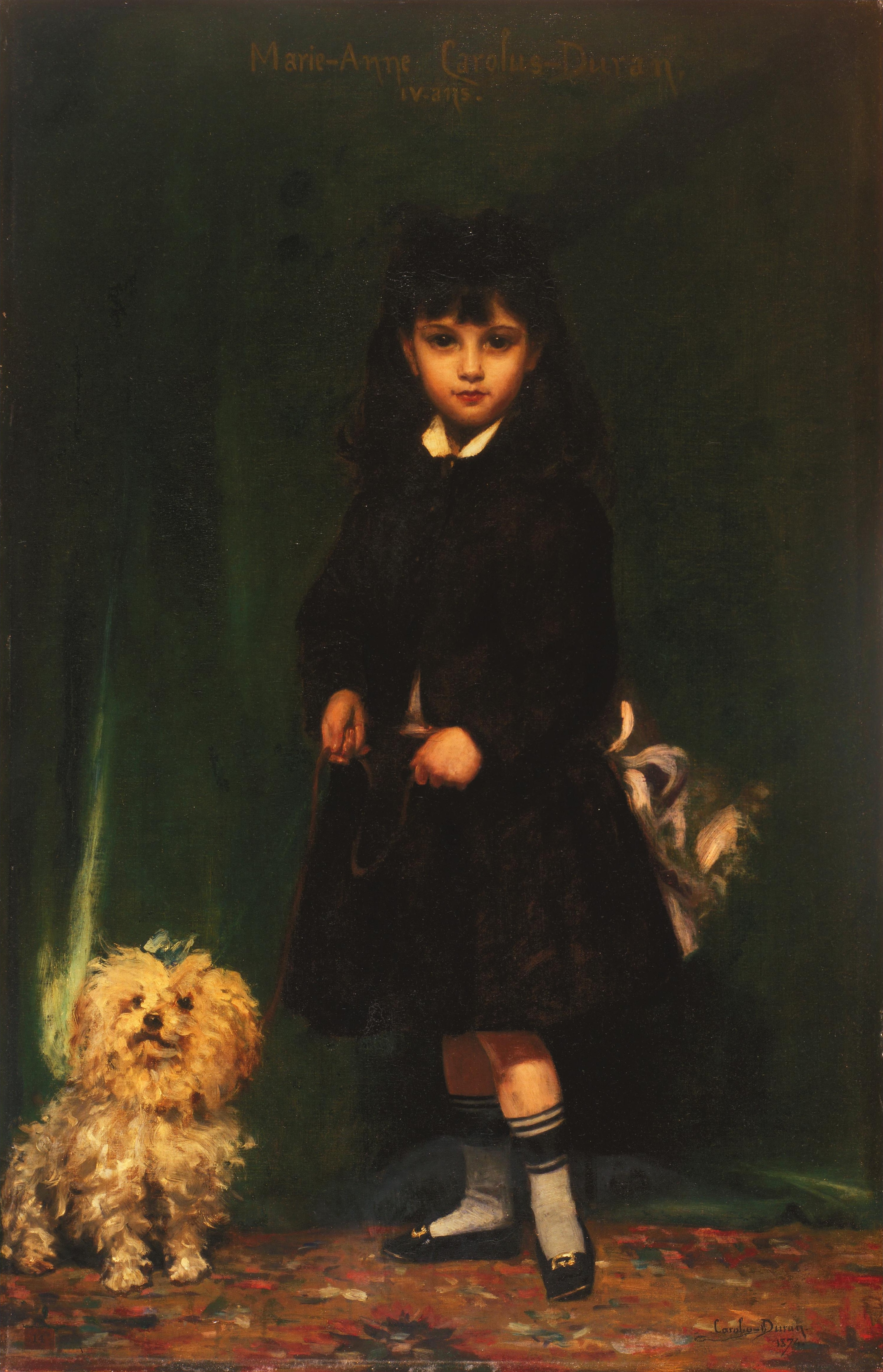
Umělcova dcera, Marie-Anne (1874)
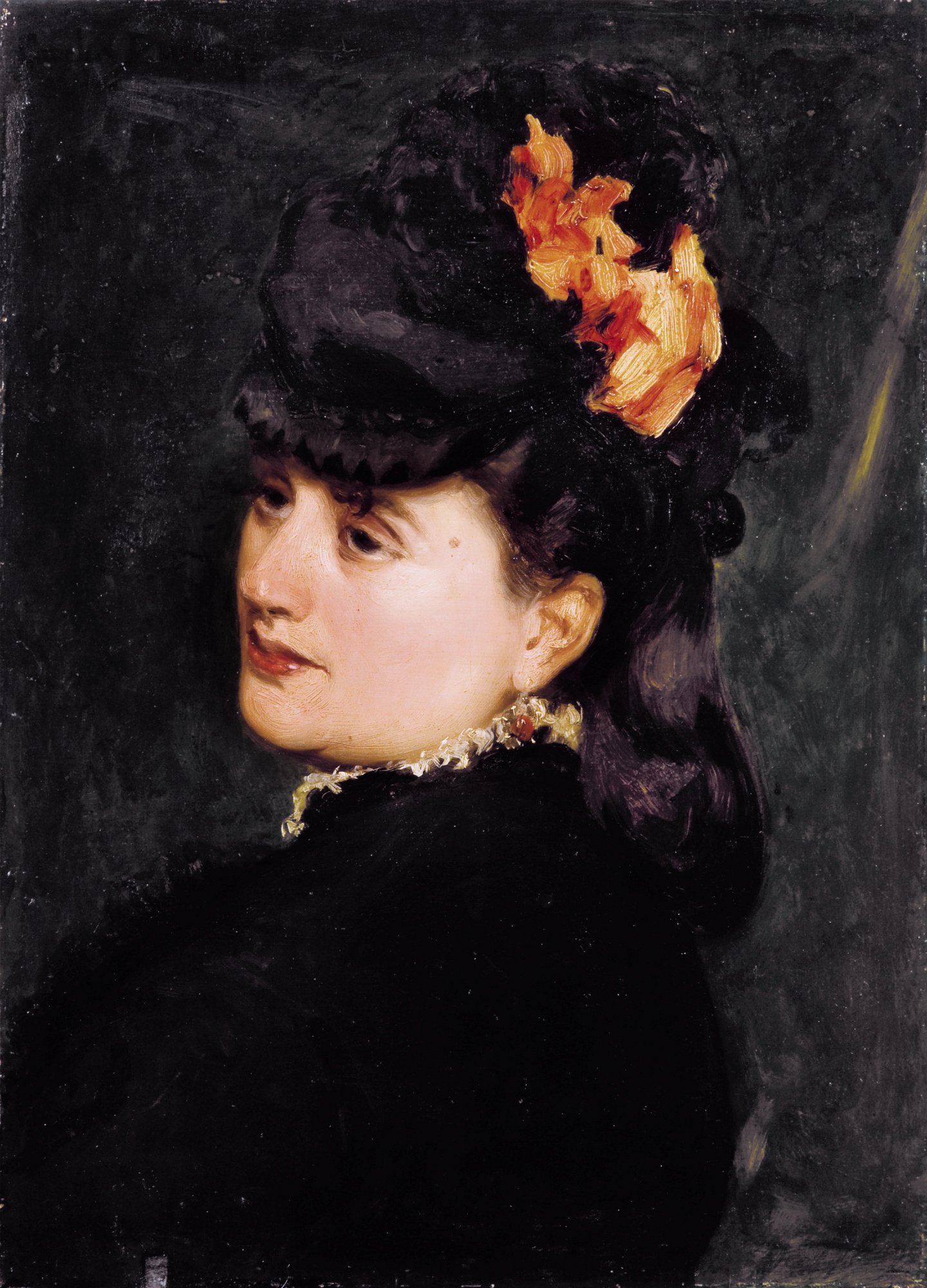
Marie-Anne jako Madame Feydeau (1897)
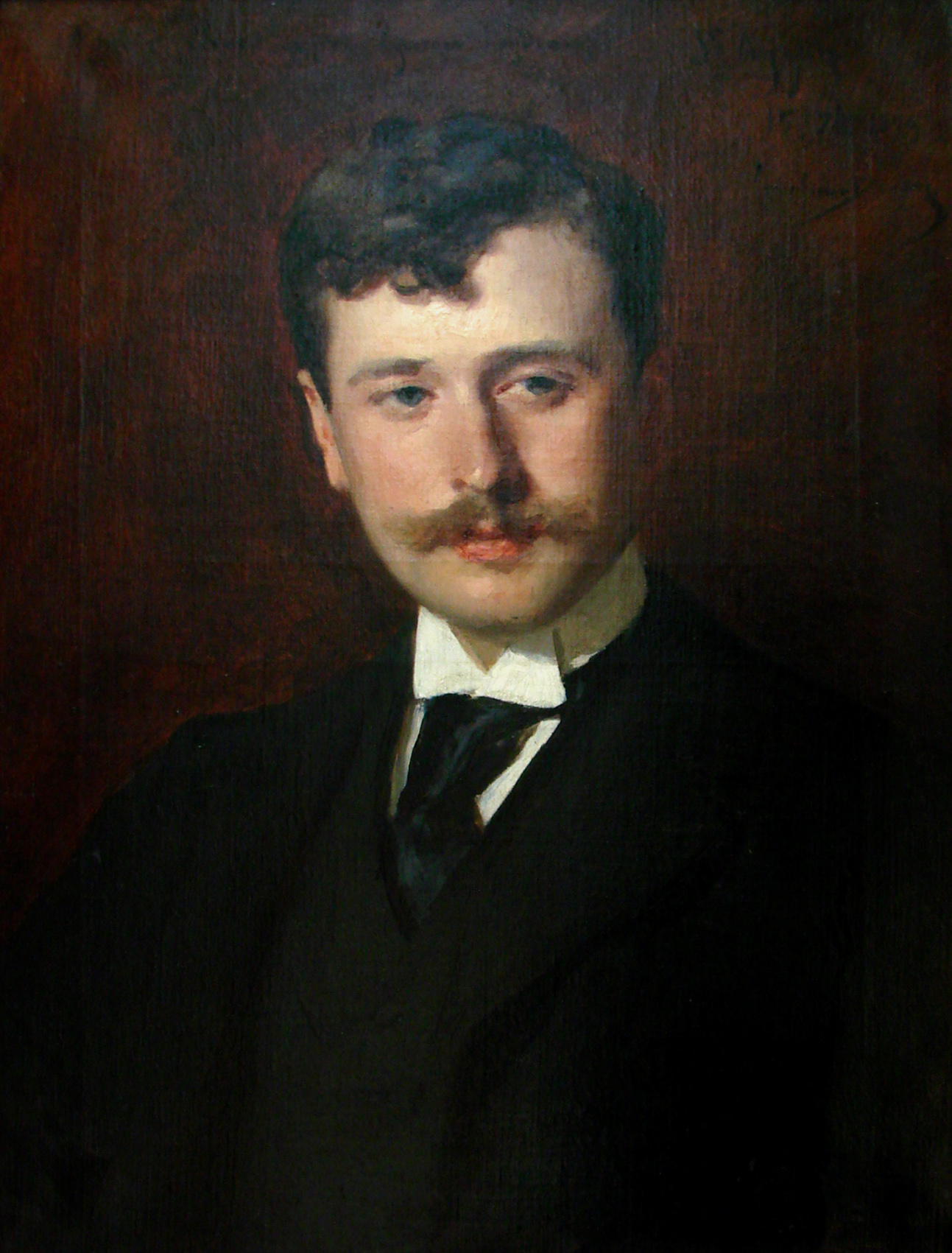
Georges Feydeau (kolem roku 1900)
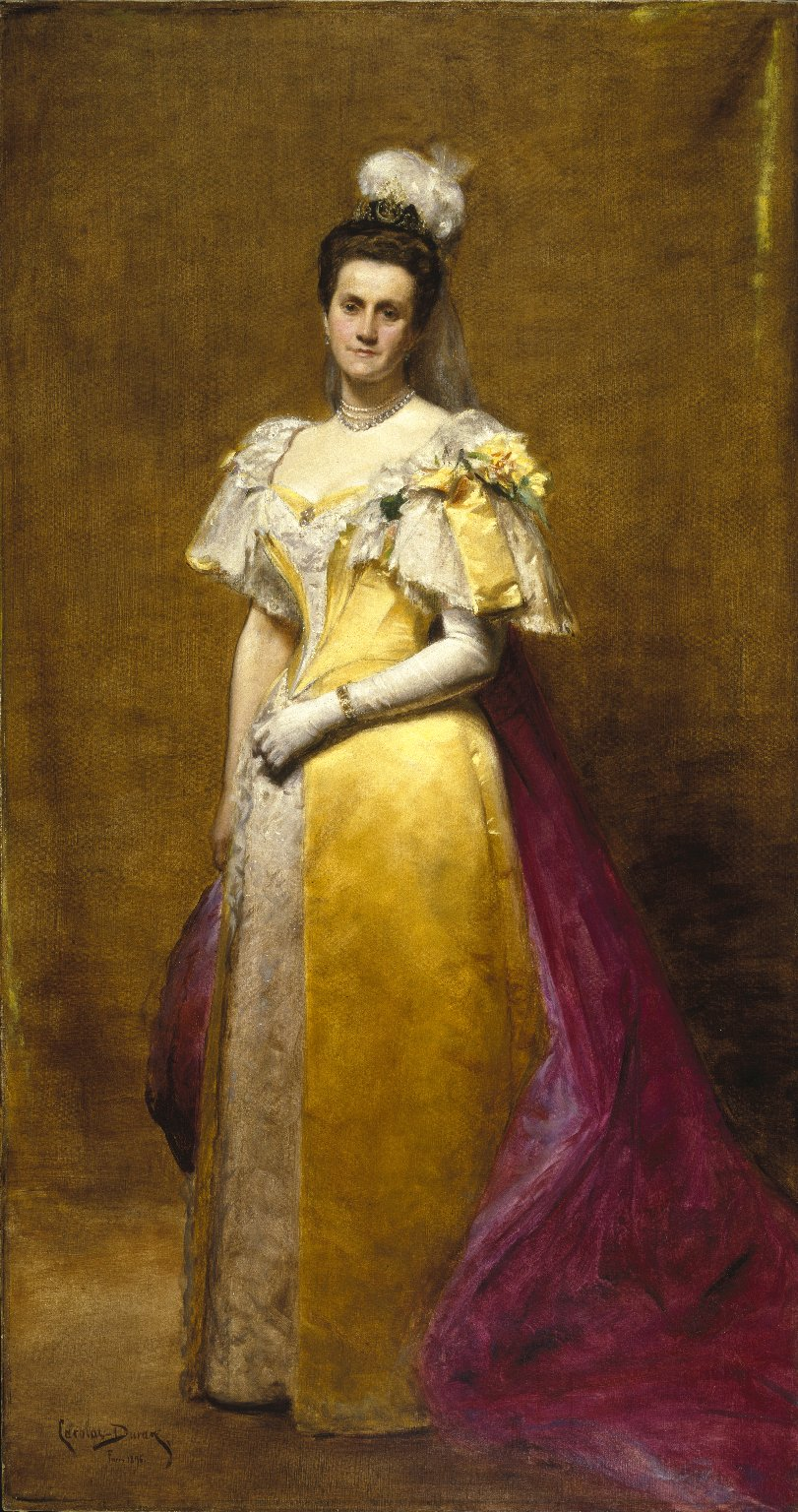
Portrét Emily Warren Roebling (kolem r. 1896), Brooklyn Museum
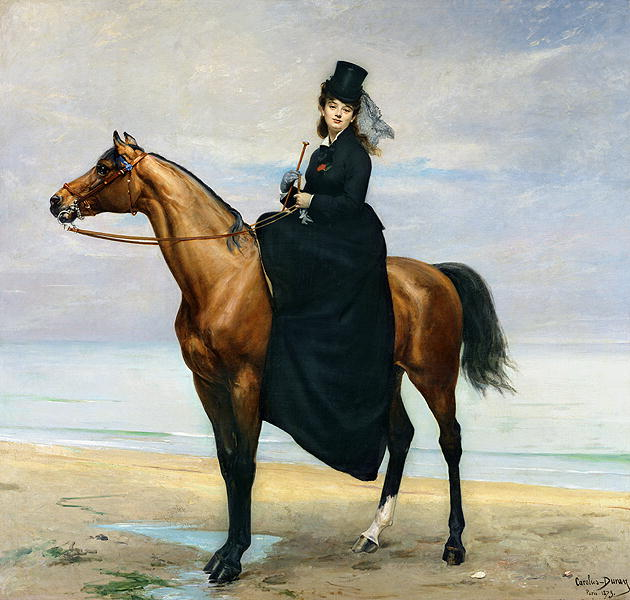
Jezdecký portrét Mademoiselle Croizette (1873)
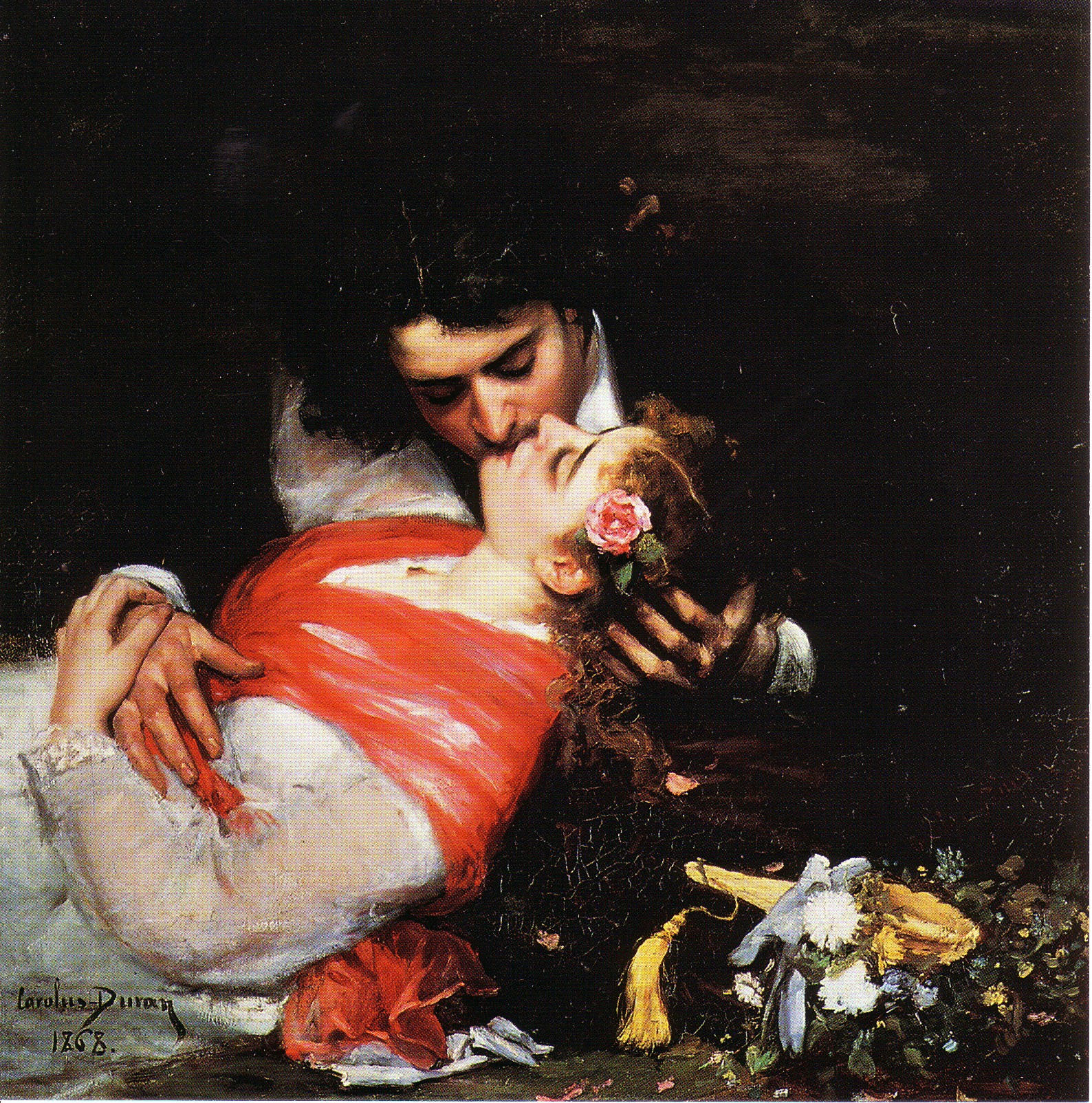
Le Baiser (Polibek) (1868) vlastní portrét s jeho ženou jako novomanželé
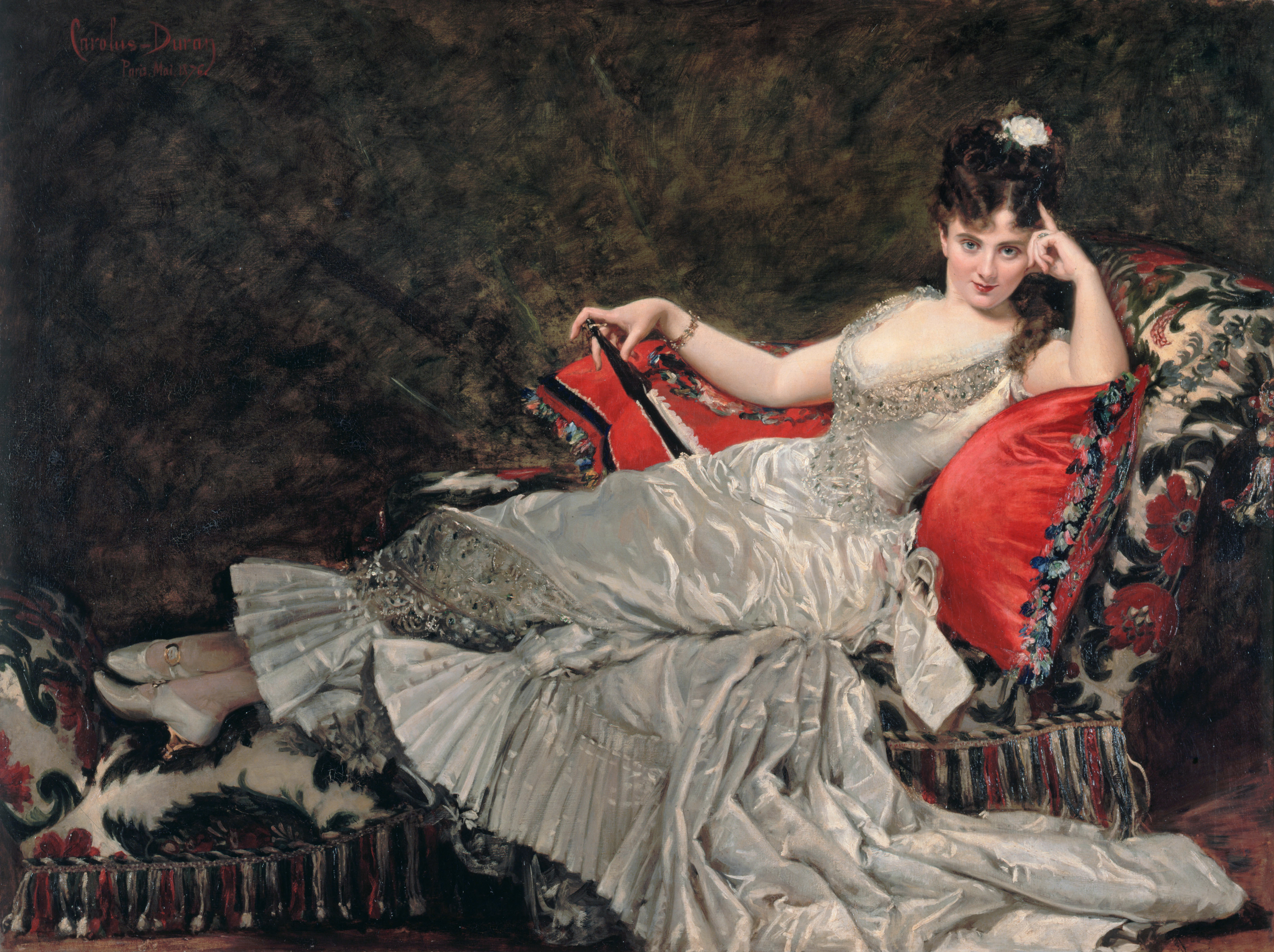
Mademoiselle de Lancey
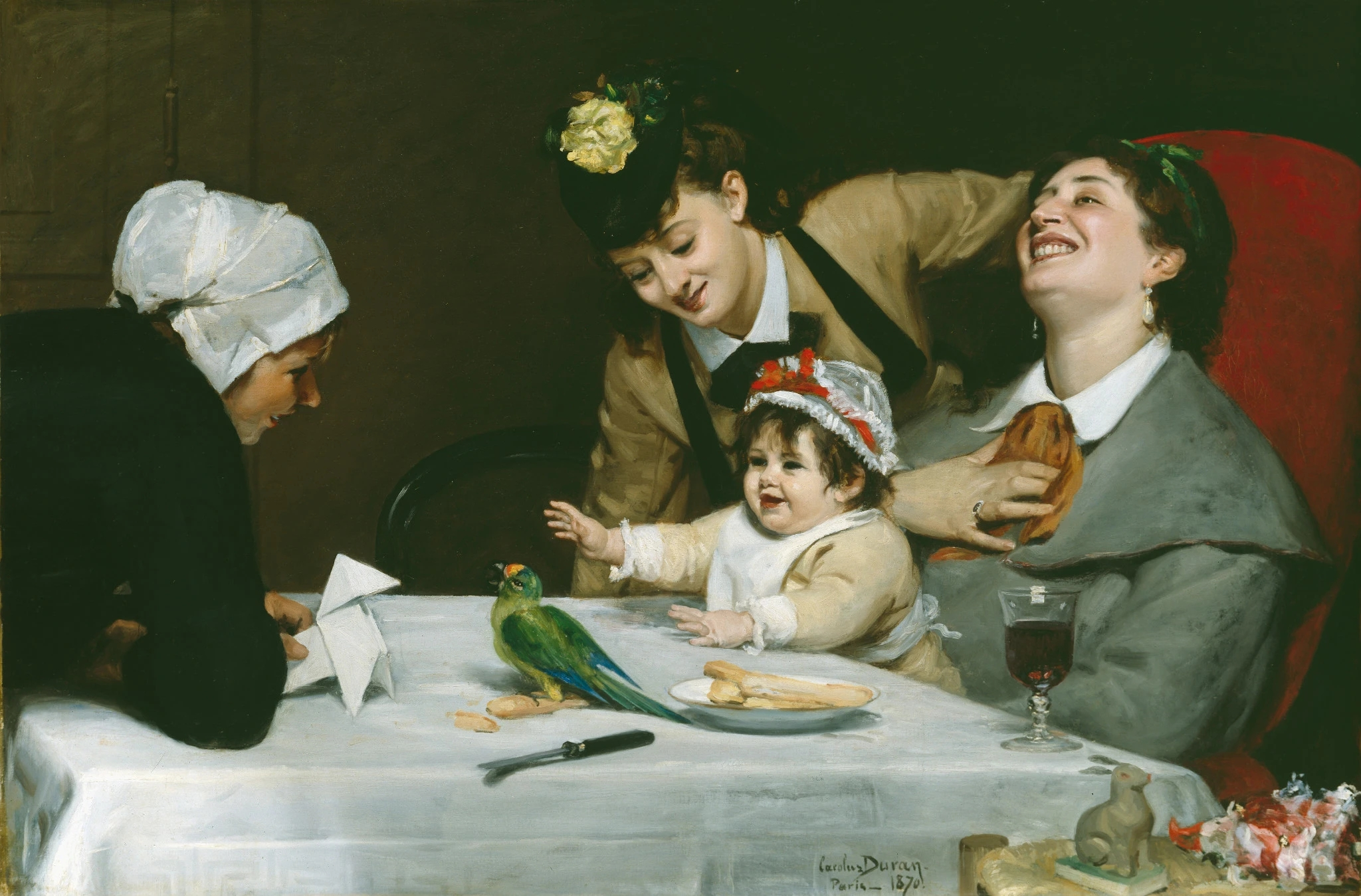
Účastníci zábavy (1870)
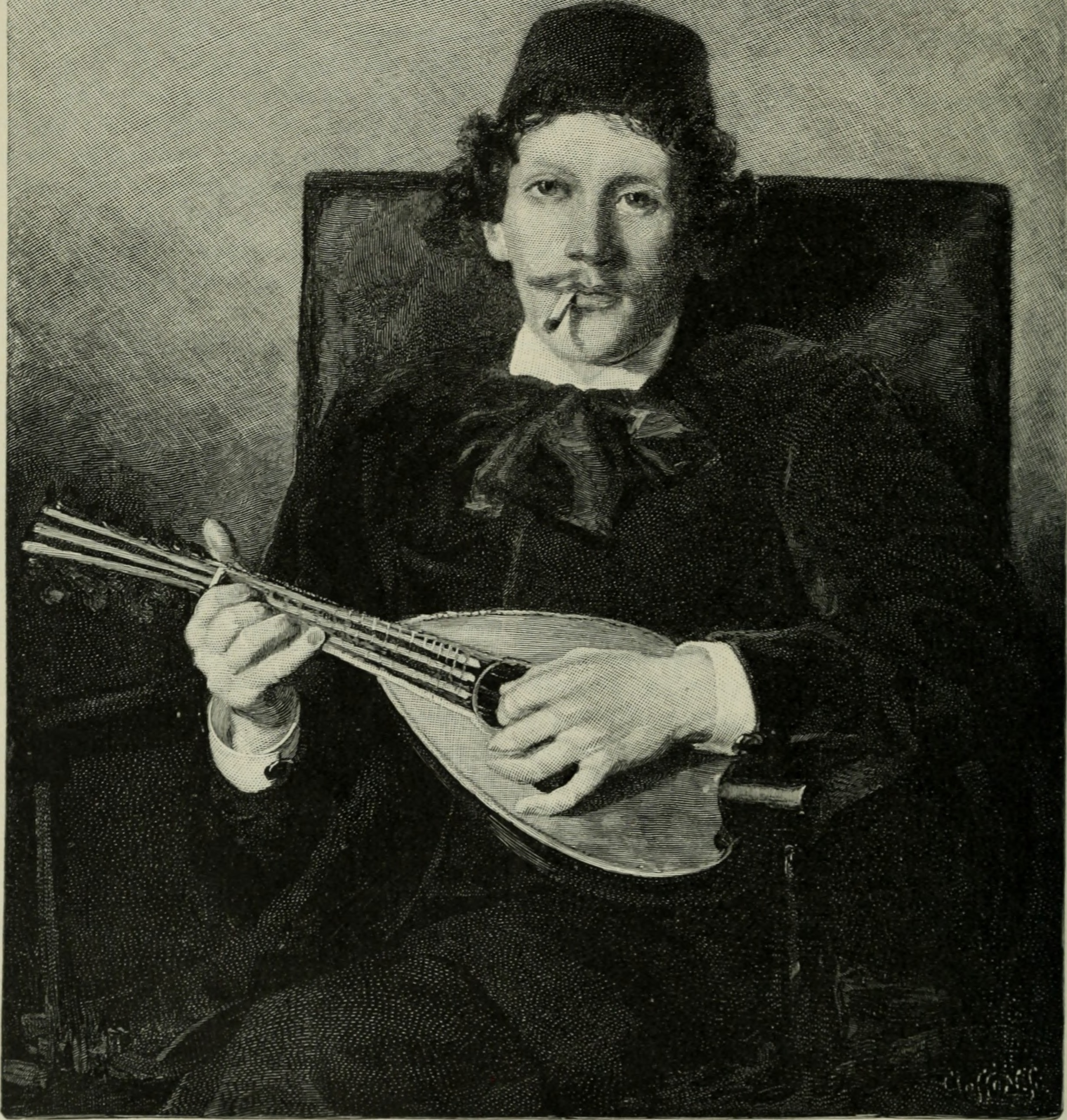
Básník s mandolínou (1887)
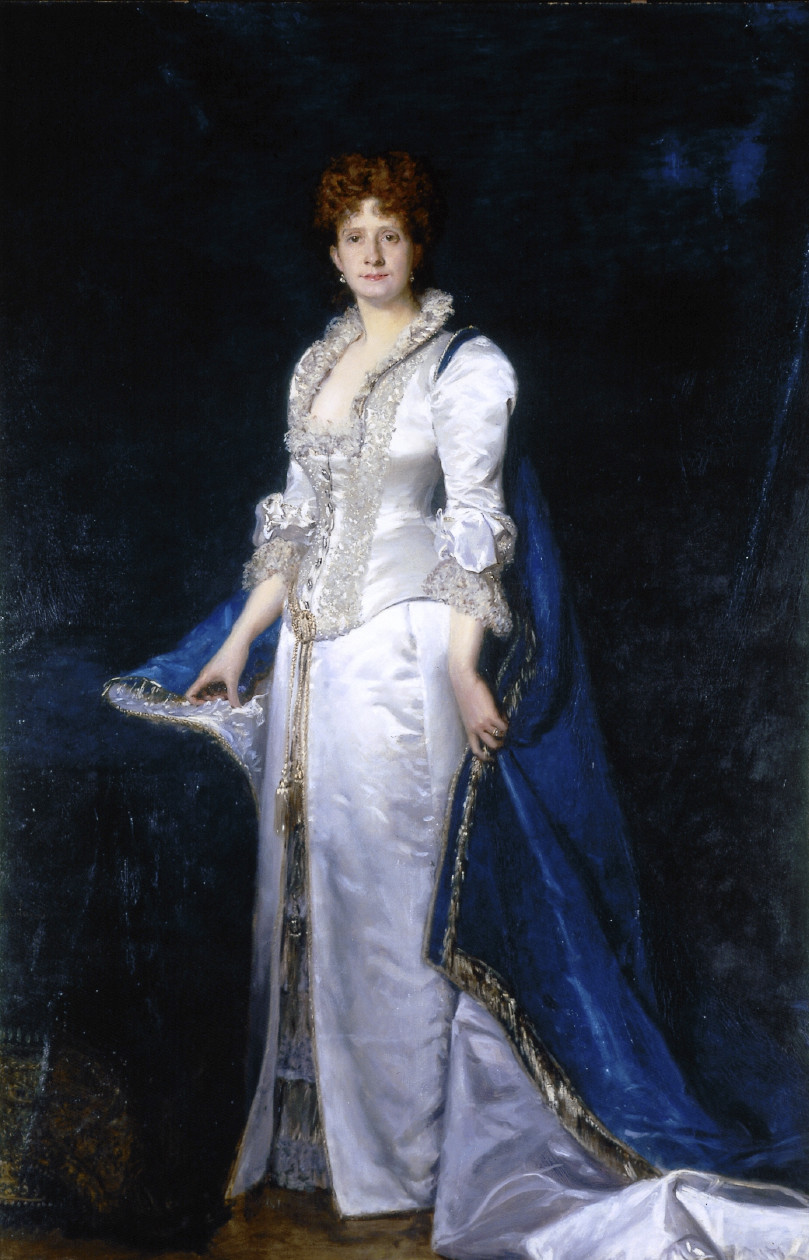
Marie Pia Savojská (1883)
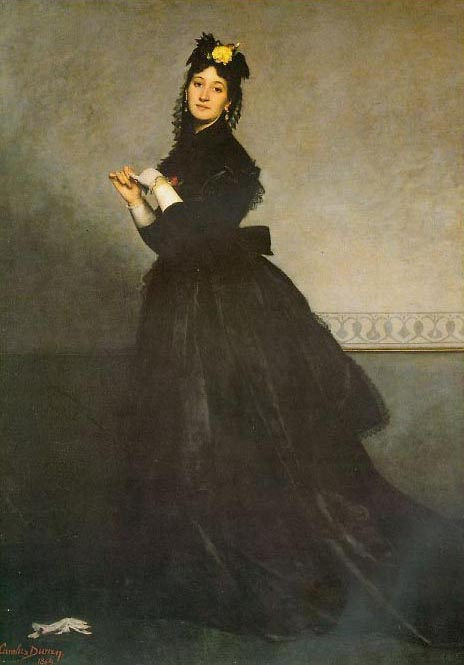
Žena v rukavičkách, modelem stála jeho žena Pauline
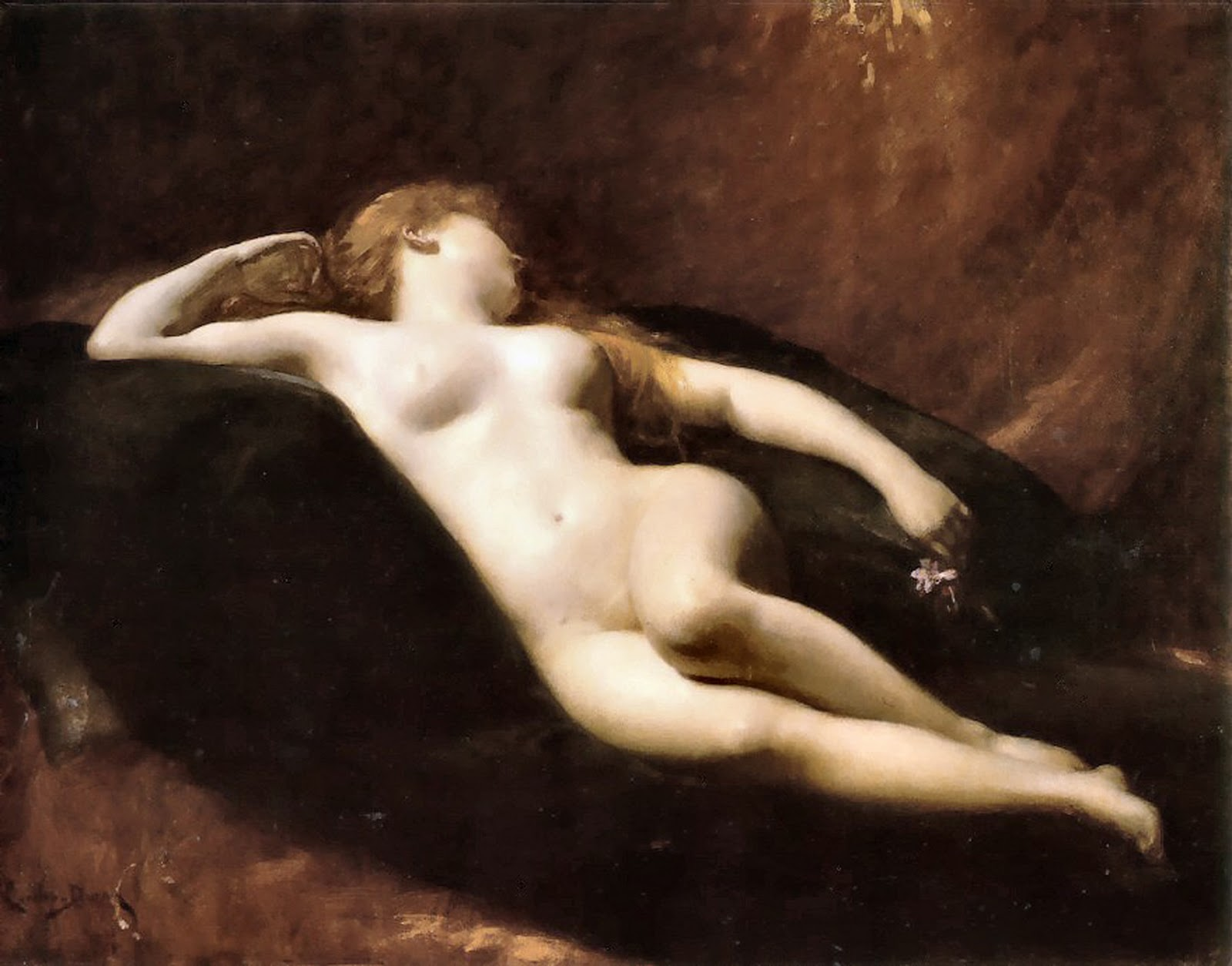
Danaé